# Granica mauretańsko-saharyjska
Granica marokańsko-mauretańska formalnie nie istnieje, jest to granica (o długości 1561 kilometrów) pomiędzy Mauretanią i okupowaną przez Maroko Saharą Zachodnią.
Początek granicy na południu nad Oceanem Atlantyckim na przylądku Ras Nawazibu (Przylądek Biały) przybiera  tu kierunek północny i na odcinku ok. 60 kilometrów dzieli półwysep Nawazibu na część wschodnią – mauretańska i zachodnią – saharyjską (marokańską). Następnie biegnie linią prostą w kierunku wschodnim (wzdłuż równoleżnika 21° 20’N), by na zachód od m. Szum przybrać kierunek północny, omija wielkim łukiem miasto Fudajrik i dociera do Zwrotnika Raka,stąd biegnie wzdłuż południka 12°W, dochodzi do równoleżnika 26° N.
Następnie biegnie w kierunku wschodnim wzdłuż tego równoleżnika i dociera do południka 8°40’E, stąd linią prostą w kierunku północnym do trójstyku granic Mauretanii, Sahary Zachodniej (Maroka) i Algierii.
Granica powstała w 1900 roku, dzieliła wówczas hiszpańskie (Sahara Hiszpańska) i francuskie (Francuska Afryka Zachodnia) posiadłości kolonialne. W 1960 roku stała się granicą Mauretanii i Sahary Hiszpańskiej. W latach 1976–1979 Mauretania okupowała południową część Sahary Zachodniej.
Od 1976 roku jest granicą okupowanej przez Maroko Sahary Zachodniej i Mauretanii.